# Судзінек
Судзінек (пол. Sudzinek) — село в Польщі, у гміні Житно Радомщанського повіту Лодзинського воєводства.
Населення — 67 осіб (2011).
У 1975-1998 роках село належало до Ченстоховського воєводства.

## Демографія
Демографічна структура станом на 31 березня 2011 року:
|          | Загалом | Допрацездатний вік | Працездатний вік | Постпрацездатний вік |
| -------- | ------- | ------------------ | ---------------- | -------------------- |
| Чоловіки | 35      | 8                  | 23               | 4                    |
| Жінки    | 32      | 7                  | 12               | 13                   |
| Разом    | 67      | 15                 | 35               | 17                   |